# عفراء العذرية
عفراء بنت مهاصر بن مالك بن حزام بن ضبة بن عبد بن عُذرة. العُذرية شاعرة اشتهرت بخبرها مع عروة بن حزام ابن عمها. رفض أبوها تزويجها له، وزوجها لغيره، فمات كمداً، وظلت عفراء في المقابل على حبها له حتى ماتت. ومما قاله فيها عروة:
ولما بلغ عفراء وفاة عروة قالت لزوجها: «قد تعلم ما بينك، وبيني، وبين الرجل من الرحم، وما عندي من الوجد، وإن ذلك على الحسن الجميل، فهل تأذن لي أن أخرج إلى قبره فأندبه؟ فقد بلغني أنه قضى». قال: «ذلك لك»، فخرجت حتى أتت قبره فبكت طويلا ثم أنشدت: